# Rock or Bust
Rock or Bust — альбом австралийской хард-рок группы AC/DC. Это пятнадцатый международный студийный альбом, выпущенный группой, и шестнадцатый, выпущенный в Австралии. Он является самым коротким студийным альбомом из всех записанных коллективом — длительность составляет около 35 минут, что на 2 минуты меньше их предыдущего самого непродолжительного альбома Flick of the Switch, изданного в 1983 году.
7 октября 2014 года группа выпустила дебютный сингл Play Ball с этого альбома. Песня имела коммерческий успех, войдя в чарты Top 40 (англ. Top 40) в разных странах, таких как Франция (39-е место) и Швейцария (19-е место).
Альбом занял 1-е место в странах, включая Австралию, Канаду, Германию и Швецию. Он также попал в пятёрку лучших в других 12 странах, включая Новую Зеландию, Великобританию, США и Италию.

## Обзор
Вышедший 28 ноября 2014 в Австралии и 2 декабря 2014 в остальном мире «Rock or Bust» стал своеобразным продолжением их работы с 2008 года, когда был издан предыдущий международный студийный альбом Black Ice.
Он также стал первым альбомом группы, записанным без прежнего члена коллектива и ритм-гитариста Малькольма Янга, оставившего их из-за проблем со здоровьем в 2014 году. Уход Малькольма позднее был объяснён группой и их менеджментом, которые сообщили, что музыканту официально был поставлен диагноз «деменция», и что он, возможно, никогда не будет играть снова.
Перед официальным анонсом «Rock or Bust» Брайан Джонсон признался, что альбом трудно было записать без Малькольма Янга, и что была идея назвать альбом Man Down, но члены группы посчитали, что такое название было бы слишком негативным в отношении ситуации Малькольма и проблемы здоровья в целом.
6 ноября 2014 барабанщик Фил Радд был арестован за попытку найма двух человек для убийства. В тот же день AC/DC сделали заявление: «Из экстренных новостей нам только что стало известно об аресте Фила. У нас нет никаких комментариев. Отсутствие Фила не повлияет на наш новый альбом „Rock or Bust“ и предстоящий тур в следующем году». Также ещё не ясно, останется ли Радд в числе их музыкантов, и кто бы мог его заменить. Обвинение в найме для убийства с Радда было снято на следующий же день, но оставлены обвинения в хранении метамфетамина, каннабиса и угрозе убийством.

## Запись альбома
Альбом был записан в студии Warehouse в Ванкувере, Канада. Продюсировал запись Брендэн О’Брайан, а сведение выполнил Майк Фрейзер (англ. Mike Fraser). Когда в последние 10 дней Радд опаздывал на сессии звукозаписи, О’Брайан был готов заменить его другим барабанщиком, но Радд явился и записал свои партии.
Композиции преимущественно были собраны Ангусом из материала, накопленного братьями во время записи предыдущих альбомов.

## Живое исполнение песен
Вживую исполнялись только 4 песни: «Play Ball», «Baptism By Fire», «Rock Or Bust» и «Got Some Rock & Roll Thunder». «Rock Or Bust» исполнялась на каждом концерте тура. «Play Ball» исполнялась только в 2015 году, в 2016 её заменила песня «Got Some Rock & Roll Thunder». «Baptism By Fire» тоже исполнялась только в 2015, а в 2016 была заменена на песню «Givin' the Dog a Bone» из альбома Back in Black.

## Синглы
Первый сингл Play Ball впервые был использован 27 сентября 2014 года в трейлере к показу игр Major League Baseball on TBS (англ. Major League Baseball on TBS), а сам сингл вышел 7 октября, когда была раскрыта информация и трек-листе и художественной работе. Также он стал доступен на iTunes для тех, кто осуществил предварительный заказ альбома.
Вторым синглом стала композиция «Rock or Bust», официальное видео для которой было снято 4 октября 2014 перед 500 поклонниками в Лондоне. Сингл вышел 17 ноября 2014 года. Это произошло случайно, когда трек был загружен вместо «Play Ball» под аккаунтом AC/DC в YouTube. Сингл никак не связан с песней 2007 года «Rock 'n' Roll or Bust» исполнителя Дэйва Эванса.
В обеих видеосъёмках для синглов Радд отсутствовал и был заменён валлийцем Бобом Ричардсом, который ранее играл с группой Man (англ. Man (band)), Эдрианом Смитом, группой Asia и Shogun.

## Промотур
В 2015 году группа отправились в мировое турне в поддержку альбома «Rock or Bust» и в честь 40-летия коллектива. Малькольм Янг был заменён племянником Ангуса Стивом Янгом. Крис Слэйд вошёл в состав группы вместо Фила Радда и принял участие в турне.

## Критика
Альбом получил в основном положительные и тёплые отзывы, собрав 75 баллов на ресурсе Metacritic на основе 22 обзоров.

### Коммерческий успех
| Совокупная оценка   | Совокупная оценка |
| Источник            | Оценка            |
| ------------------- | ----------------- |
| Metacritic          | 75/100            |
| Оценки критиков     |                   |
| Источник            | Оценка            |
| AllMusic            | [ 17 ]            |
| The Daily Telegraph | [ 18 ]            |
| The Guardian        | [ 19 ]            |
| NME                 | [ 20 ]            |
| The Observer        | [ 21 ]            |
| PopMatters          | [ 22 ]            |
| Rolling Stone       | [ 23 ]            |
| USA Today           | [ 24 ]            |

После своего выхода альбом вышел на 6-е место среди предзаказов студийных альбомов 2014 года на торговой площадке Amazon Великобритании.
В США в первую неделю после издания альбома было продано 172 000 его копий и он занял 3-е место в чарте Billboard 200. В Канаде альбом дебютировал на 1 месте чарта Canadian Albums с продажами в 31 000 копий в первую неделю после выхода. Во вторую неделю альбом опустился на второе место чарта, с продажами в 17 000 копий.

## Список композиций
Все песни написаны Ангусом Янгом и Малькольмом Янгом.

| №                   | Название                       | Длительность |
| ------------------- | ------------------------------ | ------------ |
| 1.                  | «Rock or Bust»                 | 3:03         |
| 2.                  | «Play Ball»                    | 2:47         |
| 3.                  | «Rock the Blues Away»          | 3:24         |
| 4.                  | «Miss Adventure»               | 2:57         |
| 5.                  | «Dogs of War»                  | 3:35         |
| 6.                  | «Got Some Rock & Roll Thunder» | 3:22         |
| 7.                  | «Hard Times»                   | 2:44         |
| 8.                  | «Baptism by Fire»              | 3:30         |
| 9.                  | «Rock the House»               | 2:42         |
| 10.                 | «Sweet Candy»                  | 3:09         |
| 11.                 | «Emission Control»             | 3:41         |
| Общая длительность: | Общая длительность:            | 34:55        |

## Состав
- Брайан Джонсон — вокал
- Ангус Янг — соло-гитара
- Стиви Янг — ритм-гитара
- Клифф Уильямс — бас-гитара
- Фил Радд — ударные

## Чарты и сертификации
| Чарт (2014)                         | Наивысшее место |
| ----------------------------------- | --------------- |
| Австралия (ARIA)                    | 1               |
| Австрия (Ö3 Austria)                | 1               |
| Бельгия/Фландрия (Ultratop)         | 1               |
| Бельгия/Валлония (Ultratop)         | 1               |
| Канада (Canadian Albums Chart)      | 1               |
| Чехия (ČNS IFPI)                    | 3               |
| Дания (Hitlisten)                   | 1               |
| Финляндия (Suomen virallinen lista) | 1               |
| Франция (SNEP)                      | 1               |
| Нидерланды (Album Top 100)          | 4               |
| Германия (Media Control)            | 1               |
| Греция (IFPI)                       | 20              |
| Венгрия (MAHASZ)                    | 5               |
| Ирландия (IRMA)                     | 6               |
| Италия (Classifica album)           | 3               |
| Япония (Oricon)                     | 2               |
| Новая Зеландия (RMNZ)               | 2               |
| Норвегия (VG-lista)                 | 1               |
| Польша (ZPAV)                       | 2               |
| Португалия (AFP)                    | 8               |
| Испания (PROMUSICAE)                | 2               |
| Швеция (Sverigetopplistan)          | 1               |
| Швейцария (Schweizer Hitparade)     | 1               |
| Великобритания (UK Albums Chart)    | 3               |
| США (Billboard 200)                 | 3               |

| Регион | Сертификация  | Продажи    |
| --- | ------------- | ---------- |
| Австралия (ARIA) | Платиновый    | 70 000^    |
| Австрия (IFPI Austria) | 2× Платиновый | 30 000*    |
| Бельгия (BEA) | Золотой       | 15 000*    |
| Бразилия (ABPD) | Платиновый    | 40 000     |
| Канада (Music Canada) | Платиновый    | 80 000^    |
| Дания (IFPI Danmark) | Золотой       | 10 000^    |
| Финляндия (Musiikkituottajat) | Золотой       | 12,080     |
| Франция (SNEP) | 3× Платиновый | 300 000*   |
| Германия (BVMI) | 3× Платиновый | 600 000    |
| Венгрия (Mahasz) | Платиновый    | 2000^      |
| Италия (FIMI) | Платиновый    | 50 000*    |
| Новая Зеландия (RMNZ) | Золотой       | 7500^      |
| Польша (ZPAV) | Платиновый    | 20 000     |
| Испания (PROMUSICAE) | Платиновый    | 40 000^    |
| Швеция (GLF) | Платиновый    | 40 000     |
| Швейцария (IFPI Switzerland) | Платиновый    | 20 000^    |
| Великобритания (BPI) | Платиновый    | 300 000    |
| США (RIAA) | Золотой       | 500 000^   |
| Итого |               |            |
| Европа (IFPI) | Платиновый    | 1 000 000* |
| * Данные о продажах приведены только на основе сертификации. · ^ Данные о тиражах приведены только на основе сертификации. · Данные о продажах + прослушиваниях приведены только на основе сертификации. |               |            |

## Комментарии
1. ↑  В сентябре 2014 года французский ресурс highwaytoacdc.com выложил полный и отличающийся перечень композиций содержащий: «Play Ball», «Sign of the Times», «Ain't The Way», «Rock or Bust», «Done Her Good», «Steal My Meal», «Watching Games», «Cardhouse Blues», «Bulletride», «Rumble» и «Back in the Zone».